# Michał Szpak
Michał Szpak (Jasło, 1990. november 26. –) lengyel énekes, a 2011-es lengyel X-Faktor című tehetségkutató második helyezettje. Ő képviselte Lengyelországot a 2016-os Eurovíziós Dalfesztiválon, Stockholmban a Color of Your Life című dalával.

## Fiatalkora
Szpak egy dél-lengyelországi kisvárosban, Jasłóban született és művészcsaládból származik. Három testvére közül (két nővére és egy öccse van) az egyik nővére Marlena, hazájában elismert operaénekesnő. Michał már kilencéves korában kezdett el énekelni és ekkor kapta élete első zenei díját is. Kezdetben Michael Jackson, Marilyn Manson, a Queen és David Bowie zenéje motiválta. Jelenleg Freddie Mercury a példaképe. Gimnáziumi éveiben egy hard rock zenét játszó együttes egyik tagja volt. Jelenleg Varsóban él, ahol egy lengyel magánegyetem humán tagozatán tanul pszichológiát.

## Zenei karrierje
A lengyelországi X-Faktor első szériájában egészen a döntőig jutott, de csak a második helyet sikerült megszereznie.
A műsorban Alexandra Burke oldalán előadta a Hallelujah című dalt is. A tehetségkutatóban elért jó helyezésének köszönhetően, egy varsói zenei fesztiválon neves énekesek előtt csillogtathatta meg tehetségét, majd részt vett a Dancing with the Stars című televíziós versenyben ahol egy profi táncos, Paulina Biernat partnereként az ötödik helyen végzett. 2011-ben jelent meg első EP-je XI címmel, amelyen öt dal szerepelt, és közülük többnek is ő írta a szövegét.
2013-ban elnyerte az Arany Szamovár díjat, 2015-ben pedig kiadta első saját albumát Byle być sobą (Csak légy önmagad) címmel, amelynek egyik dalával megnyerte a tavalyi lengyel nemzeti dalfesztivált. Az énekes az első lemezét az elhunyt édesanyjának ajánlotta.
2015 végén elhatározta, hogy jelentkezik a lengyel nemzeti válogatóra, dalának kiválasztását pedig a rajongóira bízta. Két dala közül a szavazók 85%-a a Color of Your Life-ot jobbnak találta a Such is Life című dalnál, így az énekes az előbbi dallal vett részt a Krajowe Eliminacje 2016 műsorban. Nagy meglepetésre legyőzte a két nagy favoritot, Margaretet, valamint Lengyelország korábbi Eurovíziós képviselőjét Edyta Górniakot.

## Diszkográfia
- XI (EP) (2011)
- Byle być sobą (2015)
- Dreamer (2018)